# Coenobita violascens
Espèce
Synonymes
- Cenobita violascens Heller, 1862[1]

Coenobita violascens est une espèce de bernard l'hermite terrestres qui vit sur les côtes de l'Afrique de l'Est à l'Océan Pacifique. Il est considéré comme faisant partie des nouveaux animaux de compagnie.

## Description de l'espèce
Coenobita violascens est rouge orangé à l'état juvénile, à l'âge adulte il devient bleu-violet profond jusqu'à devenir presque noir.

## Alimentation
Coenobita violascens est omnivore et détritivore. Néanmoins, il risque une carence en calcium s'il ne parvient pas à trouver des aliments qui sont nécessaires à son développement. Une telle carence peut causer des problèmes pour la reconstitution de l'exosquelette après la mue.

## Habitat et répartition
L'espèce est présente en Afrique de l'Est, dans les îles du Pacifique Sud, sur les îles Ryukyu au Japon et en Indonésie. Coenobita violascens vit principalement dans les mangroves, les forêts proches de la côte, les plages et l'embouchure des rivières.